# Tanaorhinus zoomesta
Tanaorhinus zoomesta är en fjärilsart som beskrevs av Louis Beethoven Prout 1922. Tanaorhinus zoomesta ingår i släktet Tanaorhinus och familjen mätare. Inga underarter finns listade i Catalogue of Life.